# Le Feu vengeur
Pour plus de détails, voir Fiche technique et Distribution.
Le Feu vengeur est un film muet français réalisé par Georges Monca, sorti en 1913.

## Fiche technique
- Titre : Le Feu vengeur
- Réalisation : Georges Monca
- Scénario : Émile Ferdar
- Photographie :
- Montage :
- Société de production : Société cinématographique des auteurs et gens de lettres (S.C.A.G.L)
- Société de distribution : Pathé Frères
- Pays d'origine :  France
- Langue : film muet avec les intertitres en français
- Métrage : 515 mètres
- Format : Noir et blanc — 35 mm — 1,33:1 — Muet
- Genre :  Comédie
- Durée : 17 minutes et 10 secondes
- Dates de sortie : 
  - France : 10 juin 1913

## Distribution
- Georges Grand : le peintre Lucien Henry
- Amélie Diéterle : la comtesse de Grand Champ
- Christine Kerf : la marquise de Mendoza
- Henri Collen